# 수도비아어
수도비아어(Sudovian) 또는 요트빙기아어(Yotvingian)는 고대 요트빙기아 지역(프러시아와 리투아니아 사이)에서 사용되던 서발트어군의 언어이다. 수도비아(독일어: Sudauen)는 독일인들이 프로이센인을 통해 알게 된 북쪽의 부족의 이름이고 요트빙기아(폴란드어: Jaćwież)는 폴란드인들이 접한 남쪽의 부족명이나, 둘 다 이 지역의 발트족을 통칭하는 이름으로 일반화되었다.
사료에 따르면 수도비아어는 고대 프로이센어와 매우 유사하여 상호 이해가 가능했다. 1545년 쾨니히스베르크에서 인쇄된 고대 프로이센어로 된 교리문답서에서는 "수도비아인들은 언어가 다소 낮지만 요리문답에 인쇄된 대로 이 프로이센어를 이해하며 스스로를 잘 표현하고 모든 단어를 이해할 수 있다"고 언급한다.